# هليلج ثلاثي الأزهار
هليلج ثلاثي الأزهار (الاسم العلمي:Terminalia triflora) هو نوع من النباتات يتبع جنس الهليلج من الفصيلة القمبريطية.